# 里奇蒙縣 (維吉尼亞州)
里奇蒙縣（英語：Richmond County）是美國維吉尼亞州東部的一個縣，面積560平方公里。根據美國2000年人口普查，共有人口8,809人。縣治華沙 (Warsaw)。
成立於1692年。縣名紀念查爾斯·萊諾克斯 (Charles Lenox)、第一代里奇蒙公爵或者薩里郡的里奇蒙。